# Ginestas
Ginestas település Franciaországban, Aude megyében. Lakosainak száma 1579 fő (2022. január 1.). Ginestas Argeliers, Bize-Minervois, Mirepeisset, Saint-Marcel-sur-Aude, Saint-Nazaire-d’Aude, Sainte-Valière, Sallèles-d’Aude és Ventenac-en-Minervois községekkel határos.

## Népesség
A település népessége az elmúlt években az alábbi módon változott:
| Lakosok száma | 981  | 740  | 887  | 1293 | 1356 | 1374 | 1445 | 1499 | 1515 | 1579 |
|               | 1968 | 1982 | 1990 | 2006 | 2013 | 2015 | 2017 | 2019 | 2020 | 2022 |